# Enytus oculus
Enytus oculus är en stekelart som först beskrevs av Henry Lorenz Viereck 1925.  Enytus oculus ingår i släktet Enytus och familjen brokparasitsteklar. Inga underarter finns listade i Catalogue of Life.